# Негативна енергія
Негативна енергія — це поняття, яке використовується у фізиці для пояснення природи певних полів, включаючи гравітаційне поле та низку ефектів у квантовому полі.
У деяких гіпотетичних теоріях негативна енергія бере участь у кротовинах, які дозволяють подорожувати в часі та викривлення, щоб згинати або спотворювати простір-час, уможливлюючи космічні подорожі швидше за світло.

## Інтернет-ресурси
- Кротові нори, чорні діри, двигун Алькуб’єрре, Планківська і негативна енергія